# Disztributizmus
A disztributizmus (= elosztás) olyan gazdasági ideológia és közgazdasági elmélet, amely alapján a világ termelőeszközeit széles körben kell birtokolni és nem az állam vagy az egyének kezében kell koncentrálódnia. Ez a „harmadikutas” gazdaságfilozófia a kapitalizmus és a szocializmus gazdasági rendszereivel áll szemben. Hatással volt az angol kereszténydemokrata mozgalmakra, és a szociális piacgazdaságra is.
A disztribúciós elképzelések szerint a termelőeszközök tulajdonjogát a lehető legszélesebb körben kell elosztani a lakosság körében, ahelyett, hogy az állam (mint az államszocializmusban) vagy korlátozott számú egyén (mint a kapitalizmusban) tulajdonában lenne.

## Történet
Európában a 19. század végén és a 20. század elején keletkezett és fejlődött ki. Alapja a római katolikus egyház társadalmi tanítása volt, amelyet
G. K. Chesterton és Hilaire Belloc gondolkodók fogalmaztak meg politikai elméletté.
XIII. Leó Rerum Novarum és XI. Piusz Quadragesimo Anno enciklikája tartalmazta.
Belloc és Chesterton ajánlásaik nagy részét a kapitalista filozófia kifejlődése előtti középkori közgazdaságtan vitáira alapozták, amint azt először Jean Quidort (kb. 1255-1306) kifejtette A királyi és pápai hatalomról (De regia potestate et papali) című fő művében.
Ma az elosztás elméletét olyan csoportok képviselik, mint a Szent X. Pius Társaság és a katolikus ifjúsági mozgalom.